# A Funny Thing Happened on the Way to the Forum
A Funny Thing Happened on the Way to the Forum è un musical con musiche e testi di Stephen Sondheim e libretto di Burt Shevelove e Larry Gelbart, liberamente ispirato dalla palliata di Plauto e, in particolare, dallo Pseudolus, dal Miles gloriosus e dalla Mostellaria.
A Funny Thing Happened on the Way to the Forum racconta dello schiavo Psèudolo, che vuole affrancarsi aiutando il padroncino a conquistare la ragazza della porta accanto. La trama comprende diversi elementi tipicamente farseschi, come inseguimenti, baruffe, travestimenti e scambi di identità, ma offre anche una satira sulle differenze sociali. Il titolo deriva da un topos del vaudeville, in cui molte barzellette cominciavano con un comico che parlava di una cosa buffa accadutagli mentre si recava in teatro ("A funny thing happened on the way to the theater").
La produzione originale, che aprì a Broadway nel 1962, rimase in cartellone per 964 repliche e vinse sette Tony Award, tra cui quello per il miglior musical. Il musical, il primo successo da compositore di Stephen Sondheim, ottenne grande fortuna anche grazie all'interpretazione di Zero Mostel nel ruolo di Pseudolo: un'interpretazione che egli ripropose nell'adattamento cinematografico a opera di Richard Lester, Dolci vizi al foro (1962). Da allora, il musical è stato più volte riproposto con successo a Broadway, a Londra e in Italia, dove esordì nel 1994 in una produzione della Compagnia della Rancia.

## Trama
Antica Roma. Come da tradizione plautina, la scena è una strada su cui si affacciano tre case. In quella centrale vive Senex con la moglie Domina, il figlio Hero e alcuni schiavi, tra cui l'astuto Pseudolus e il "maggiordomo" Hysterium. Le altre due sono occupate rispettivamente da Marcus Lycus, che compra e vende bellissime donne, e dal vecchio Erronius, in cerca dei figli rapiti da tempo dai pirati.
Un giorno Domina e Senex partono per un viaggio, lasciando a Pseudolus la responsabilità di Hero. Il ragazzo confida allo schiavo di essere innamorato di Philia, una bella vergine nell'harem di Marcus Lycus; Pseudolus promette al giovane di aiutarlo a conquistarla in cambio della sua libertà. Sfortunatamente, Philia è già promessa al violento Miles Gloriosus, che sta tornando a Roma apposta per sposarla. Sfruttando il carattere allegro della ragazza, il servus callidus dice a Lycus che Philia è affetta dalla peste cretese che, in fase terminale, spinge i malati a sorridere incontrollabilmente; convince il vicino a metterla in quarantena ed offre la casa di Senex per lo scopo. Lycus, preoccupato, accetta ed Hero e Philia passano del tempo insieme e si innamorano: tuttavia, la ragazza si rifiuta di rompere il contratto col Miles, dato che sarebbe deontologicamente scorretto per una cortigiana. Pseudolus allora pensa di far fare a Philia una pozione soporifera, fare vedere il corpo "morto" a Lycus e imbarcarla su una nave per la Grecia con Hero, dove potranno vivere felici e contenti; per sedare la coscienza di Philia le dice di aspettare che qualcuno bussi tre volte alla porta: ad aspettarla ci sarà il suo Miles. Ruba il ricettario di Hysterium e prepara la pozione, scopre che gli manca un ingrediente (il sudore di una giumenta) e va a cercarlo.
Inaspettatamente, Senex torna dal viaggio e bussa tre volte alla porta per farsi aprire, cosicché Philia crede che sia il Miles e si offre a lui. Sorpreso e felice, Senex le ordina di aspettarlo in casa e dice ad Hysterium che la ragazza è una nuova ancella della padrona. Pseudolos torna a scopre con orrore che il padrone è in casa: gli spruzza addosso del sudore di giumenta e gli consiglia di farsi un bagno prima dell'incontro con la fanciulla. Senex fa a farsi il bagno nella casa abbandonata di Erronius, che improvvisamente ritorna dalla sua vana ricerca e gli viene sbarrata la strada da Hysterium, che nasconde il padrone dicendo ad Erronius di non entrare perché la casa è infestata. Erronius fa chiamare un esorcista, che altri non è che Pseudolus travestito: l'astuto schiavo gli dice che per liberare la casa dal male dovrà fare sette volte il giro dei sette colli di Roma, liberandosi così del vecchio per un po' di tempo.
Il Miles arriva per reclamare la sua cortigiana e Lycus è troppo spaventato per parlargli; Pseudolus allora impersona Lycus e, dopo aver nascosto Philia sul tetto, dice al Miles che la ragazza è scomparsa e che lui andrà personalmente alla ricerca della promessa sposa scomparsa. Il Miles non si fida e gli affianca dei soldati nella ricerca, che Pseudolus semina nella strade di Roma. Temendo un'infedeltà del marito, anche Domina torna a casa travestita da vergine, indossando un velo e le vesti bianchi simili a quelli di Philia per cogliere l'uomo in flagrante. Intanto, per convincere il Miles, Pseudolus fa travestire Hysterium da Philia (presumibilmente morta di peste) e lo va stendere in una bara. Sfortunatamente, il Miles è appena tornato da Creta e sa bene che sull'isola non c'è la peste. Si scatena allora un furioso inseguimento in cui Pseudolus, il Miles e Senex cercano di prendere Philia, una situazione complicata dal fatto che la cortigiana, Domina e Hysterium siano vestiti allo stesso modo. Le ragazze di Lycus, intanto, approfittano del pandemonio per fuggire ed il pappone è costretto ad inseguirle.
I soldati del Miles riescono a catturare e raggruppare tutti i personaggi, che sono quindi costretti a dire la verità. Pseudolus si trova in grossi guai, ma è salvato dall'arrivo di Erronius, al suo terzo giro dei colli: l'uomo nota gli anelli alle dita del Miles e di Philia e li riconosce come i figli persi da tempo. Il fidanzamento è sciolto, Philia è liberata da Lycus e sposa Hero, Pseudolus ottiene la tanto agognata libertà e la bella cortigiana Gymnasia, mentre il Miles ottiene due gemelle per compensare il fidanzamento spezzato. Tutti ottengono quello che vogliono, tranne Senex, intrappolato nel matrimonio con la bisbetica Domina.

## Personaggi ed interpreti
| Personaggio     | Descrizione                                                            | Broadway, 1962  | Film, 1966       | Tour italiano, 1994    | Altri interpreti |
| --------------- | ---------------------------------------------------------------------- | --------------- | ---------------- | ---------------------- | --- |
| Pseudolus       | Classico servus callidus, astuto schiavo di Senex che sogna la libertà | Zero Mostel     | Zero Mostel      | Stefano Nosei          | Desmond Barrit, Gary Beach, Sonny Bono, Christopher Fitzgerald, Whoopi Goldberg, Ken Jennings, Richard Kind, Roy Hudd, Nathan Lane, Mickey Rooney, Geoffrey Rush, Ernie Sabella, Phil Silvers, David Alan Grier, Richard Kind, Paul Vogt, Gedde Watanabe, George Wendt, Lee Wilkof |
| Hero            | Figlio di Senex, innamorato di Philia                                  | Brian Davies    | Michael Crawford | Fabrizio Romagnoli     | Gavin Creel, Bert Stratford, Jack Gardner, Graeme Smith, Jeffrey Herbst, Bryce Pinkham, Jim Stanek, Rhashan Stone |
| Philia          | Cortigiana vergine innamorata di Hero                                  | Preshy Marker   | Annette Andre    | Renata Fusco           | Jessica Boevers, Donna McKechnie, Caroline Sheen |
| Hysterium       | Capo degli schiavi di Senex                                            | Jack Gilford    | Jack Gilford     | Gennaro Cannavacciuolo | Larry Blyden, Mark Linn-Baker, Barry James, Don Stephenson, Ronnie Stevens, Michael Urie, |
| Senex           | Senatore romano, sposato con Domina                                    | David Burns     | Michael Hordern  | Massimo Zenobi         | Denis Quilley, Michael Hordern, Rex Everhart, Mark Baker |
| Domina          | Bisbetica moglie di Senex                                              | Ruth Kobart     | Patricia Jessel  | Gabriela Eleonori      | Linda Gray, Jackie Hoffman, Mary Testa, Nancy Walker, Peg Murray, Magda Szubanski, Liz Torres |
| Marcus Lycus    | Vicino di Senex, vende e copra fanciulle                               | John Carradine  | Phil Silvers     | Stefano Bontempi       | Peter Forbes, Jon Pertwee, Ernie Sabella, Jonathan Freeman |
| Miles Gloriosus | Violento capitano appena tornato da Creta per sposare Philia           | Ron Holgate     | Leon Greene      | Giovanni Moschella     | Philip Quast, Cris Groenendaal, Steve Blanchard |
| Erronius        | Vicino di Senex, in cerca dei figli perduti da tempo                   | Raymond Walburn | Buster Keaton    | Fabio Monti            | Reginald Owen |

## Numeri musicali
Atto I
- "Comedy Tonight" – Pseudolus
- "Love, I Hear" – Hero
- "Free" – Pseudolus e Hero
- "The House of Marcus Lycus" – Lycus e Pseudolus
- "Lovely" – Philia and Hero
- "Pretty Little Picture" – Pseudolus, Hero e Philia
- "Everybody Ought to Have a Maid" – Senex, Pseudolus, Hysterium e Lycus
- "I'm Calm" – Hysterium
- "Impossible" – Senex e Hero
- "Bring Me My Bride" – Miles Gloriosus e compagnia

Atto II
- "That Dirty Old Man" – Domina
- "That'll Show Him" – Philia
- "Lovely" (reprise) – Pseudolus e Hysterium
- "Funeral Sequence" – Pseudolus, Miles Gloriosus
- "Finale" – Compagnia

## Produzioni e allestimenti

### Il debutto a Broadway
Il musical debuttò a Broadway l'8 maggio 1962, all'Alvin Theatre, per poi trasferirsi al Mark Hellinger Theatre e al Majestic Theatre, dove chiuse dopo 964 repliche e 8 anteprime il 29 agosto 1964. Dopo che Phil Silvers e Milton Berle rifiutarono il ruolo, Zero Mostel fu ingaggiato per interpretare Pseudolus. Durante il rodaggio prima di Broadway lo show faticava ad attirare pubblico e Jerome Robbins fu chiamato per dare un'opinione sulla produzione; Robbins sosteneva che ci volesse un numero d'apertura più sfacciatamente comico e Sondheim eliminò il brano "Love is in the Air" e lo sostituì con "Comedy Tonight" ed il suggerimento del coreografo si rivelò vincente.
Prodotto da Harold Prince, A Funny Thing Happened on the Way to the Forum era diretto da George Abbott, coreografato da Jack Cole e scenografato da Tony Walton. Accanto a Mostel il cast comprendeva veterani di Broadway come Jack Gilford nella parte di Hysterium, David Burns nel ruolo di Senex, John Carradine nei panni di Marcus Lycus e Ruth Kobart nelle vesti dell'acida Domina. I due giovani innamorati erano interpretati da Brian Davies e Preshy Marker; Karen Black aveva ricoperto il ruolo di Philia nel rodaggio prima del debutto a Broadway, ma era stata licenziata prima che la produzione raggiungesse New York. Candidato a nove Tony Award, lo spettacolo ne vinse sei: miglior musical, miglior produttore di un musical (Prince), migliore attore (Mostel), miglior attore non protagonista (Burns), migliori autori (Shevelove e Gelbart) e migliore regia (Abbott). La colonna sonora di Sondheim, la sua prima composizione a Broadway, fu accolta invece più freddamente.

### Allestimenti successivi
Il 3 ottobre 1963 il musical debuttò a Londra, allo Strand Theatre del West End, dove rimase in cartellone per 762 repliche fino al 31 luglio 1965. Diretto e coreografato dal team originale, la produzione londinese annoverava nel cast: Frankie Howerd (Pseudolus), "Monsewer" Eddie Gray (Senex), Linda Gray (Domina) e Jon Pertwee (Marcus). Nel dicembre dello stesso anno fu inaugurato un tour statunitense che attraversò il Paese fino al novembre successivo; Donna McKechnie recitava nel ruolo di Philia. Nel luglio del 1964 il musical debuttò in Australia, in scena a Sydney e a Melbourne dal novembre dello stesso anno con Jack Collins nel ruolo principale.
Nel 1972 A Funny Thing Happened on the Way to the Forum tornò in scena a Broadway per la regia del suo librettista Burt Shevelove; il revival, con Phil Silvers nella parte di Pseudolus e Larry Blyden in quello di Hysterium, rimase in cartellone per 172 repliche e Silvers e Blyden vinsero rispettivamente il Tony Award al miglior attore protagonista in un musical ed il Tony Award al miglior attore non protagonista in un musical. Nel 1986 il musical tornò brevemente sulle scene londinesi per 49 repliche al Piccadilly Theatre; Frankie Howard e Leon Greene tornarono ad interpretare i ruoli già ricoperti nella prima britannica del 1963, rispettivamente quello di Pseudolus e del Miles Gloriosus.
Nel 1994 la Compagnia della Rancia ha portato in scena la prima nazionale del musical, intitolata come l'adattamenti cinematografico del 1966, Dolci vizi al Foro. Diretta da Saverio Marconi e coreografata da Baayork Lee, la tournée si avvaleva delle scenografie di Aldo De Lorenzo, dei costumi di Zaira De Vincentiis e delle luci di Gustavo Fedrici. Il cast principale comprendeva Stefano Nosei nella parte di Pseudolus, Renata Fusco nel ruolo di Philia, Gennaro Cannavacciuolo nei panni di Hysterium e un apprezzato Giovanni Moschella nel ruolo del Miles Gloriosus.
Dopo un breve revival dell'Off Broadway nel 1991, A Funny Thing Happened on the Way to the Forum tornò a Broadway in un acclamato revival diretto da Jerry Zaks e coreografato da Rob Marshall. La produzione rimase in cartellone per 715 repliche e 35 anteprime dal 18 marzo 1996 al 4 gennaio 1998. Il cast originale comprendeva: Nathan Lane (Pseudolus), Mary Testa (Domina), Ernie Sabella (Marcus Lycus), Mark Linn-Baker (Hysterium), Cris Groenendaal (Miles) e Leigh Zimmerman (Panacea). Nel corso delle rappresentazioni Lane, che vinse il Tony Award al miglior attore protagonista in un musical, fu sostituito da Whoopi Goldberg e David Alan Grier.
Nel 1998 il musical andò in tournée per l'Australia con Jon English nel ruolo del protagonista, mentre l'anno successivo lo spettacolo tornò a Londra in una produzione del teatro all'aperto di Regents Park con Roy Hudd (Pseudolus) e Peter Forbes (Marcus). Nel 2004 un nuovo revival di A Funny Thing Happened on the Way to the Forum tornò sulle scene londinesi in una produzione coreografata da Rob Ashford per il Royal National Theatre; Philip Quast interpretava il Miles e Caroline Sheen Philia e la produzione fu candidata al Laurence Olivier Award al miglior revival di un musical.
Lo Stephen Sondheim Center for the Performing Arts di Fairfield ha ospitato una produzione nel gennaio 2008 con Richard Kind nel ruolo del protagonista, mentre dall'ottobre 2012 al gennaio 2013 il Premio Oscar Geoffrey Rush ha interpretato Pseudolus in un revival australiano in scena per dodici settimane all'Her Majesty's Theatre di Melbourne. Dal novembre al dicembre del 2015 un revival con un cast interamente maschile è stato allestito al Two River Theater di New Banks, con Michael Urie nel ruolo di Hysterium.

## Adattamenti
Nel 1966 il regista Richard Lester ha diretto un adattamento cinematografico del musical, intitolato Dolci vizi al foro, con Zero Moster nel ruolo di Pseudolus e Michael Crawford in quello di Hero.

## Discografia
- A Funny Thing Happened on the Way to the Forum (Original Broadway Cast Recording): Zero Mostel, Jack Gilford, David Burns, Ruth Kobart, Ron Holgate, John Carradine. Angels Records, 1962
- A Funny Thing Happened on the Way to the Forum (Original London Cast Recording): Frankie Howerd, John Rye, Isla Blair, Kenneth Connor, Jon Pertwee, Leon Greene. Angels Records, 1963
- A Funny Thing Happened on the Way to the Forum (Pre-Broadway Cast Recording): Phil Silvers, Larry Blyden, Reginald Owen. Angels Records, 1971
- A Funny Thing Happened on the Way to the Forum (Broadway Revival Cast Recording): Nathan Lane, Mary Testa, Mark Linn-Baker, Ernie Sabella. Angels Records, 1996